# Ononis hirta
Ononis hirta är en ärtväxtart som beskrevs av Jean Louis Marie Poiret. Ononis hirta ingår i släktet puktörnen, och familjen ärtväxter. Inga underarter finns listade i Catalogue of Life.